# 과당
과당(果糖, 영어: fruit sugar), 프럭토스(영어: fructose) 또는 레불로스(영어: levulose)는 6개의 탄소 원자가 포함된 단당류이고, 케톤기를 가지는 케토스이며, 화학식은 C6H12O6이다. 많은 식물에서 발견되며, 글루코스(포도당)와 결합하여 이당류인 수크로스를 형성한다. 프럭토스는 글루코스, 갈락토스와 함께 소화 과정에서 혈액으로 직접적으로 흡수되는 단당류이다. 프럭토스는 1847년에 프랑스의 화학자 오귀스탱 피에르 뒤브룅포(Augustin-Pierre Dubrunfaut)에 의해 발견되었다. "프럭토스"라는 이름은 1857년 영국의 화학자 윌리엄 알렌 밀러(William Allen Miller)에 의해 명명되었다. 프럭토스는 흰색, 무취의 단맛이 나는 결정성 고체이며, 모든 당 중에서 물에 가장 잘 용해된다. 프럭토스는 꿀, 열매, 꽃, 베리 및 대부분의 뿌리채소에서 발견된다.
상업적으로 프럭토스는 사탕수수, 사탕무 및 옥수수에서 얻는다. 결정과당(crystalline fructose)은 건조된 고순도의 과당이다. 고과당 옥수수 시럽(high-fructose corn syrup, HFCS, 액상과당)은 단당류인 글루코스와 프럭토스의 혼합물이다. 수크로스는 1분자의 글루코스와 1분자의 프럭토스가 공유결합된 이당류이다. 과일과 주스를 비롯한 모든 형태의 프럭토스는 맛과 식욕 증진, 그리고 구운 식품과 같은 일부 음식물의 갈변을 위해 일반적으로 식품 및 음료에 첨가된다. 약 240,000 톤의 결정과당이 매년 생산된다.
다른 당들과 마찬가지로 프럭토스를 과도하게 섭취하면 인슐린 저항성, 비만의 원인이 될 수 있고, 저밀도 지질단백질 및 트라이글리세라이드를 증가시켜 대사 증후군, 제2형 당뇨병 및 심혈관계 질환을 유발할 수 있다. 유럽 식품안전청 (European Food Safety Authority, EFSA)은 식사 후에 혈당량에 미치는 영향이 적기 때문에 당이 첨가된 식품과 음료에서 수크로스와 글루코스보다 프럭토스가 더 바람직하다고 했으며, 또한 프럭토스를 많이 섭취하면 이상지질혈증(dyslipidaemia), 인슐린 저항성, 내장 지방이 증가하는 등의 대사 합병증을 유발할 수 있다고 지적했다. 또한 영국의 과학자문위원회는 2015년에 프럭토스가 대사이상을 유발한다는 주장에 이의를 제기했는데, 프럭토스의 섭취가 건강에 나쁜 영향을 미친다는 것을 입증할 수 있는 증거가 부족한다고 지적했다.

## 어원
"프럭토스(fructose)"라는 단어는 1857년에 "과일(fruit)"을 뜻하는 라틴어 "fructus"와 당(糖)을 뜻하는 일반적인 화학 접미사 "-ose"로부터 만들어졌다. 또한 프럭토스는 과당(fruit sugar) 및 레불로스(levulose)로도 불린다.

## 화학적 구조와 특성

그림 1: 프럭토스의 선형 및 고리형(헤미케탈) 이성질체 간의 관계

프럭토스의 D- 및 L-이성질체 (선형 구조)

프럭토스는 6개의 탄소 원자를 갖는 폴리하이드록시케톤이다. 결정과당은 헤미케탈 및 내부 수소 결합의 안정성 때문에 고리형 6원자 구조를 취하는데, 이러한 형태를 D-프럭토피라노스라고 부른다. 용액에서 프럭토스는 프럭토피라노스 70%와 프럭토푸라노스 22% 및 선형 구조를 포함하는 소량의 다른 세 가지 형태들의 평형 혼합물로 존재한다.
| D-프럭토스의 구조  | D-프럭토스의 구조  | D-프럭토스의 구조  |
| 골격구조식         | 하워스 구조식      | 하워스 구조식      |
| ------------------ | ------------------ | ------------------ |
|                    | α-D-프럭토푸라노스 | β-D-프럭토푸라노스 |
| α-D-프럭토피라노스 | β-D-프럭토피라노스 |                    |

### 반응

#### 프럭토스와 발효
프럭토스는 효모 또는 세균에 의해 혐기적으로 발효될 수 있다. 효모의 효소들은 당(글루코스 또는 프럭토스)을 에탄올과 이산화 탄소로 전환시킨다. 발효 중에 방출되는 이산화 탄소는 발효 챔버가 공기 중으로 열려있지 않으면 물에 용해되어 탄산과 평형상태를 이룬다. 용해된 이산화 탄소와 탄산은 병에 담긴 발효 음료에서 탄산 가스를 생성한다.

#### 프럭토스와 마이야르 반응
프럭토스는 아미노산과 함께 비효소적 갈변 반응인 마이야르 반응에 관여한다. 프럭토스가 글루코스보다 선형 구조로 더 많이 존재하기 때문에, 마이야르 반응의 초기 단계에서는 프럭토스가 글루코스보다 반응이 더 빠르게 일어난다. 따라서 프럭토스는 음식 맛의 변화 뿐만 아니라 과도한 갈변, 케이크 제조 중 부피 및 부드러움의 감소, 돌연변이 유발 물질의 생성과 같은 기타 영양적인 효과에 기여할 수 있다.

#### 탈수
프럭토스는 쉽게 탈수되어 하이드록시메틸푸르푸랄을 생성한다. 이러한 과정은 향후 식물로부터 휘발유와 경유의 대체물을 생산할 수 있는 저비용의 탄소 중립 시스템의 일부가 될 수 있다.

## 물리적, 기능적 특성

### 프럭토스의 단맛
프럭토스가 식품 및 음료에서 상업적으로 사용되는 이유는 낮은 비용 외에도 상대적으로 높은 단맛을 내기 때문이다. 프럭토스는 자연에서 생성되는 모든 탄수화물 중에서 가장 달다. 프럭토스의 상대적인 단맛은 수크로스의 1.2~1.8 배 범위로 보고되었다. 프럭토스의 6원자 고리형이 더 달다. 5원자 고리형은 당도가 일반적인 설탕과 거의 같다. 온도가 상승하면 프럭토스는 5원자 고리형을 형성한다. 따라서 상대적인 단맛은 온도가 상승함에 따라 감소한다.
|  |

프럭토스의 단맛은 수크로스나 글루코스의 단맛보다 먼저 감지되고, 단맛의 피크는 수크로스보다 더 높으며, 지속 시간은 수크로스보다 더 짧다. 또한 프럭토스는 다른 향미료를 더 강화시킬 수 있다.
프럭토스는 다른 감미료와 함께 사용될 때 단맛의 상승효과를 나타낸다. 수크로스, 아스파르탐, 사카린과 혼합된 프럭토스의 상대적인 단맛은 개별 성분으로부터 계산된 단맛보다 더 큰 것으로 감지된다.

### 프럭토스의 용해도 및 결정화
프럭토스는 다른 당뿐만 아니라 다른 당알코올보다 더 높은 용해도를 갖는다. 따라서 프럭토스는 수용액으로부터 결정화시키기가 어렵다. 사탕과 같은 프럭토스를 함유한 당 혼합물은 프럭토스의 높은 용해성 때문에 다른 당을 함유한 것보다 더 부드럽다.

### 프럭토스의 흡습성 및 보습성
프럭토스는 수크로스, 글루코스 또는 다른 감미료보다 수분을 흡수하는 것이 빠르며, 환경으로 수분을 방출하는 속도가 느리다. 프럭토스는 우수한 보습제이며 낮은 상대 습도에서도 장기간 동안 수분을 유지한다. 따라서 프럭토스는 사용되는 식품의 맛을 증진시키고, 유통기한을 늘리는데 기여한다.

### 어는점
프럭토스는 이당류 또는 올리고당류보다 어는점 저하에 더 큰 영향을 미치며, 얼음 결정의 형성을 줄임으로써 과일의 세포벽을 보호할 수 있다. 그러나 이러한 특성은 소프트아이스크림이나 냉동 유제품 디저트에서 적절하지 않을 수 있다.

### 식품에서 프럭토스 및 녹말의 기능
프럭토스는 녹말의 점성을 보다 빠르게 증가시키고, 녹말의 호화 동안 요구되는 온도를 낮추어 더 높은 점성을 야기하기 때문에 수크로스보다 점성이 더 크다.
일부 인공 감미료는 홈 베이킹에 적합하지 않지만, 많은 전통적인 조리법에서는 과당을 사용한다.

## 식품 원료

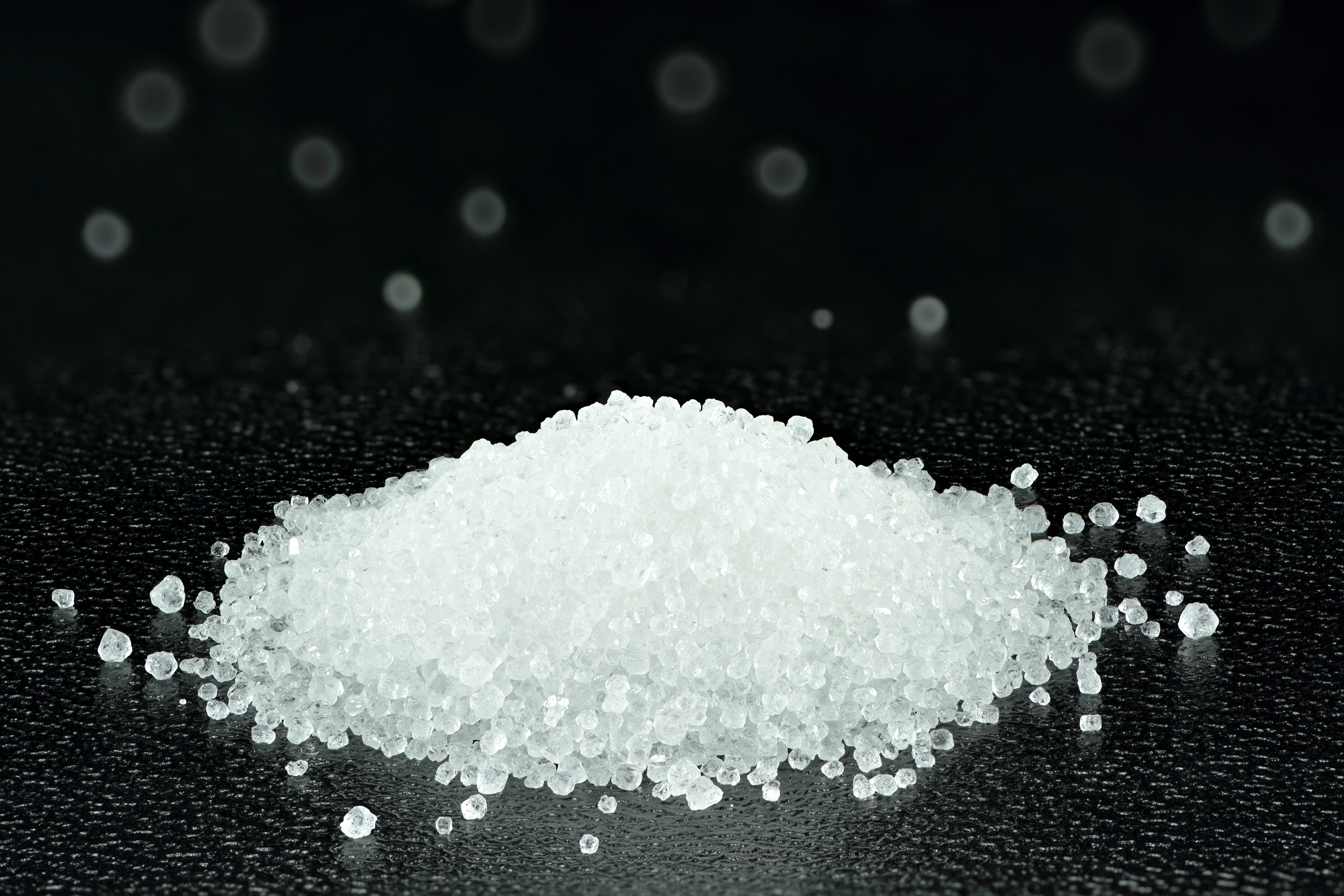
결정과당

자연에서 프럭토스의 원천은 과일, 채소(사탕수수를 포함하여), 벌꿀 등이다. 프럭토스는 보통 이러한 공급원으로부터 농축된다. 순수 결정과당 이외에 프럭토스를 많이 함유하고 있는 식이 원료들은 수크로스, 고과당 옥수수 시럽, 아가베 꿀(agave nectar), 벌꿀, 당밀, 메이플 시럽, 과일 및 과일 주스들로 이들은 다른 식품 및 원료에 비해서 프럭토스(수크로스 내의 프럭토스를 포함하여)의 함량이 높다. 프럭토스는 단당류 또는 글루코스와 결합한 이당류인 수크로스의 형태로 식품에 존재한다. 프럭토스, 글루코스, 수크로스는 모두 음식에 존재하는데 다양한 음식에서 이들 3가지 당들의 양은 상이하다.
일반적인 과일과 채소의 당 함량은 표 1에 제시되어 있다. 일반적으로 유리된 프럭토스를 함유한 식품에서 프럭토스와 글루코스의 비율은 약 1:1이다. 즉, 프럭토스를 함유한 식품은 대개 같은 양의 유리된 글루코스를 포함하고 있다. 1보다 큰 값은 글루코스에 대한 프럭토스의 비율이 높고, 1보다 작은 값은 글루코스에 대한 프럭토스의 비율이 낮다. 일부 과일들은 다른 과일들에 비해 글루코스에 대한 프럭토스의 비율이 더 높다. 예를 들어, 사과와 배는 글루코스보다 2배 이상 많은 프럭토스를 함유하고 있는 반면 살구의 경우 글루코스의 절반 이하의 프럭토스를 함유하고 있다.
사과 주스와 배 주스는 소아청소년과 전문의들이 특히 관심을 가지는데, 이는 과일 주스에 함유된 고농도의 유리 프럭토스가 어린이에게 설사를 일으킬 수 있기 때문이다. 어린이의 장세포는 글루코스와 수크로스의 흡수보다 프럭토스 흡수에 대한 친화력이 더 작다. 흡수되지 않는 프럭토스는 소장 내에서 높은 삼투압을 생성해서 위장관으로 물을 끌어들여서 삼투성 설사를 유발한다.
표 1은 일반적인 과일과 채소에서 발견되는 수크로스의 양을 보여준다. 사탕수수와 사탕무는 고농도의 수크로스를 가지고 있으며, 순수한 수크로스의 상업적인 제조에 사용된다. 추출된 사탕수수 주스나 사탕무 주스에서 불순물을 제거하고 정제한 다음, 물을 제거하여 농축시킨다. 최종 생성물은 순도 99.9%의 순수 수크로스이다. 수크로스를 함유한 당은 갈색설탕 뿐만 아니라 일반적인 백설탕, 가루 설탕을 포함한다.
| 식품     | "식이 섬유"를 포함한 총 탄수화물A | 총 당류 | 유리 프럭토스 | 유리 글루코스 | 수크로스 | 프럭토스/ 글루코스 비율 | 총 당류 중 수크로스의 비율 |
| 과일     |                                   |         |               |               |          |                         |                            |
| -------- | --------------------------------- | ------- | ------------- | ------------- | -------- | ----------------------- | -------------------------- |
| 사과     | 13.8                              | 10.4    | 5.9           | 2.4           | 2.1      | 2.0                     | 19.9                       |
| 살구     | 11.1                              | 9.2     | 0.9           | 2.4           | 5.9      | 0.7                     | 63.5                       |
| 바나나   | 22.8                              | 12.2    | 4.9           | 5.0           | 2.4      | 1.0                     | 20.0                       |
| 무화과   | 63.9                              | 47.9    | 22.9          | 24.8          | 0.9      | 0.93                    | 0.15                       |
| 포도     | 18.1                              | 15.5    | 8.1           | 7.2           | 0.2      | 1.1                     | 1                          |
| 오렌지   | 12.5                              | 8.5     | 2.25          | 2.0           | 4.3      | 1.1                     | 50.4                       |
| 복숭아   | 9.5                               | 8.4     | 1.5           | 2.0           | 4.8      | 0.9                     | 56.7                       |
| 배       | 15.5                              | 9.8     | 6.2           | 2.8           | 0.8      | 2.1                     | 8.0                        |
| 파인애플 | 13.1                              | 9.9     | 2.1           | 1.7           | 6.0      | 1.1                     | 60.8                       |
| 자두     | 11.4                              | 9.9     | 3.1           | 5.1           | 1.6      | 0.66                    | 16.2                       |
| 채소     |                                   |         |               |               |          |                         |                            |
| 비트     | 9.6                               | 6.8     | 0.1           | 0.1           | 6.5      | 1.0                     | 96.2                       |
| 당근     | 9.6                               | 4.7     | 0.6           | 0.6           | 3.6      | 1.0                     | 77                         |
| 고추     | 6.0                               | 4.2     | 2.3           | 1.9           | 0.0      | 1.2                     | 0.0                        |
| 양파     | 7.6                               | 5.0     | 2.0           | 2.3           | 0.7      | 0.9                     | 14.3                       |
| 고구마   | 20.1                              | 4.2     | 0.7           | 1.0           | 2.5      | 0.9                     | 60.3                       |
| 마       | 27.9                              | 0.5     | tr            | tr            | tr       | na                      | tr                         |
| 사탕수수 |                                   | 13–18   | 0.2 – 1.0     | 0.2 – 1.0     | 11–16    | 1.0                     | high                       |
| 사탕무   |                                   | 17–18   | 0.1 – 0.5     | 0.1 – 0.5     | 16–17    | 1.0                     | high                       |
| 곡물     |                                   |         |               |               |          |                         |                            |
| 옥수수   | 19.0                              | 6.2     | 1.9           | 3.4           | 0.9      | 0.61                    | 15.0                       |

^A  탄수화물 수치는 USDA 데이터베이스에서 계산되며, 당, 녹말, "식이 섬유"의 합계와 항상 일치하지는 않는다.
그램 (g) 단위의 모든 데이터는 식품 100 g을 기준으로 한다. 프럭토스/글루코스의 비율은 유리 프럭토스와 수크로스의 절반을 더한 값을 유리 글루코스와 수크로스의 절반을 더한 값으로 나눔으로서 계산된다.
프럭토스는 옥수수 시럽을 효소로 처리하여 글루코스를 프럭토스로 전환시켜 제조한 감미료인 고과당 옥수수 시럽(HFCS)에서도 발견된다. HFCS-42, HFCS-55처럼 뒤에 붙는 숫자는 HFCS에 존재하는 과당의 비율을 나타낸다. HFCS-55는 일반적으로 청량음료의 감미료로 사용되는 반면, HFCS-42는 가공식품, 시리얼, 빵류, 일부 청량음료에 사용된다.

### 상업용 감미료의 탄수화물 함량 (건조 중량 기준)
| 당            | 프럭토스 | 글루코스 | 수크로스 (프럭토스+글루코스) | 기타 당류 |
| ------------- | -------- | -------- | ---------------------------- | --------- |
| 그래뉴당      | 0        | 0        | 100                          | 0         |
| 캐러멜        | 1        | 1        | 97                           | 1         |
| HFCS-42       | 42       | 53       | 0                            | 5         |
| HFCS-55       | 55       | 41       | 0                            | 4         |
| HFCS-90       | 90       | 5        | 0                            | 5         |
| 벌꿀          | 50       | 44       | 1                            | 5         |
| 메이플 시럽   | 1        | 4        | 95                           | 0         |
| 당밀          | 23       | 21       | 53                           | 3         |
| 타피오카 시럽 | 55       | 45       | 0                            | 0         |
| 옥수수 시럽   | 0        | 98       | 0                            | 2         |

자료는 Kretchmer, N. & Hollenbeck, CB (1991)로부터 얻은 것이다.
사탕수수와 사탕무는 수 세기 동안 식품 제조에서 주요 감미료로 사용되어 왔다. 그러나, HFCS의 발달과 함께 특정 국가들, 특히 미국에서 감미료 소비 유형에 중대한 변화가 일어났다. 그러나 HFCS 섭취가 증가함에 따라 총 글루코스 섭취량에 비례한 총 프럭토스 섭취량은 크게 변하지 않았다. 그래뉴당(granulated sugar)은 99.5%의 순수 수크로스로, 프럭토스와 글루코스를 같은 비율로 가지고 있다. 가장 일반적으로 사용되는 HFCS의 형태는 HFCS-42와 HFCS-55로 글루코스에 대한 프럭토스의 비율이 거의 같고, 약간의 차이가 있다. 감미료로서 HFCS는 간단하게 수크로스(설탕)을 대체했다. 따라서 감미료 소비량의 변화에도 불구하고, 글루코스 대 프럭토스의 섭취 비율은 비교적 일정하게 유지된다.
|  |

### 영양 정보
건조 분말에서 3.68 kcal/g 을 제공하는 프럭토스는 수크로스이 칼로리 값의 95%를 갖는다. 프럭토스 분말은 탄수화물 100%이며, 다른 종류의 영양소는 거의 공급하지 않는다.

## 사람에서 프럭토스의 소화와 흡수

그림 4: 수크로스는 수크레이스에 의해 글루코스와 프럭토스로 가수분해된다.

그림 5: 소장의 당 운반 단백질들

프럭토스는 단당류(유리 프럭토스) 또는 이당류(수크로스)의 형태로 식품에 존재한다. 유리 프럭토스는 장에서 직접적으로 흡수된다. 프럭토스가 수크로스의 형태로 섭취되면 수크로스는 소화되어 유리된 프럭토스로 흡수된다. 수크로스는 소장의 막에 존재하는 효소인 수크레이스에 의해 1분자의 글루코스와 1분자의 프럭토스로 분해된 다음 각각 흡수된다. 흡수된 프럭토스는 간문맥을 거쳐 간으로 이동한다.
소장에서 프럭토스 흡수의 메커니즘은 완전히 이해되지 않고 있다. 일부 연구에서 프럭토스의 흡수가 농도 기울기에 역행하여 일어났기 때문에, 몇몇 증거들은 능동수송을 한다는 것을 암시한다. 그러나 대다수의 연구들은 프럭토스의 흡수가 GLUT5 운반체 단백질과 관련된 촉진확산을 통해 일어난다는 주장을 뒷받침한다. 프럭토스의 농도가 내강에서 더 높기 때문에 프럭토스는 운반체 단백질을 통해 농도 기울기에 따라 내강에서 소장 상피세포로 이동할 수 있다. 프럭토스는 GLUT2 또는 GLUT5에 의해 기저막을 가로질러 소장 상피세포 밖으로 운반될 수 있지만, GLUT2 운반체가 프럭토스를 운반하는데 더 큰 용량을 가지기 때문에 대부분의 프럭토스는 GLUT2를 통해 소장 상피세포 밖으로 운반된다.

### 용량 및 흡수속도
단당류 형태의 프럭토스 흡수 용량은 5~50g이며, 프럭토스 섭취량의 변화에 따라 적응할 수 있다. 연구에 따르면 글루코스와 프럭토스를 같은 양으로 흡수할 때 가장 큰 흡수율이 나타난다. 프럭토스가 이당류인 수크로스의 일부로 섭취되면, 프럭토스와 글루코스의 비율이 1:1로 존재하기 때문에, 프럭토스의 흡수용량이 더 높아진다. GLUT5의 운반율은 낮은 농도에서 포화될 수 있고, 글루코스와의 동반 흡수를 통해 프럭토스의 흡수가 증가하는 것으로 보인다. 이러한 현상에 대해 한 가지 제안된 메커니즘은 프럭토스의 글루코스 의존적 공동수송이다. 또한 프럭토스의 운반 활성도는 프럭토스의 섭취량과 함께 증가한다. 루멘에 프럭토스가 존재하는 것은 운반체 단백질의 증가를 유도하는 GLUT5의 mRNA 전사를 증가시킨다. 고과당 식사 (>2.4 g/kg, 체중당) 섭취 3일 이내에 운반체 단백질을 증가시킨다.

### 흡수장애
여러 연구에서 수소 호흡 검사(hydrogen breath test)를 이용하여 프럭토스의 장내 흡수를 측정했다. 이러한 연구들은 프럭토스가 소장에서 완전히 흡수되지 않음을 나타낸다. 프럭토스가 소장에서 흡수되지 않으면, 대장으로 이동하여, 대장 내의 세균총에 의해 발효된다. 수소는 발효 과정 중에 생성되어 간문맥의 혈액으로 녹아들어간다. 이 수소는 폐로 운반되어 폐포에서 기체 교환되며, 이 과정에서 방출되어 나오는 수소는 수소 호흡 검사를 통해 측정할 수 있다. 대장 내의 세균총은 흡수되지 않는 프럭토스의 존재하에 이산화 탄소, 짧은 사슬 지방산, 유기산 및 미량 기체를 생성한다. 대장에서 가스 및 유기산이 존재하면 팽창, 설사, 속이 부글거림, 위장 통증과 같은 증상이 유발된다. 식사 직후의 운동은 음식물의 소장 통과 시간을 줄임으로써 이러한 증상을 약화시킬 수 있으며 대장으로 배출되는 과당의 양을 증가시킨다.

## 과당 대사
세 가지 식이 단당류들은 모두 GLUT2 운반체에 의해 간으로 운반된다. 프럭토스(과당)와 갈락토스는 프럭토키네이스(Km= 0.5 mM)와 갈락토키네이스(Km = 0.8 mM)에 의해 간에서 인산화된다. 대조적으로, 글루코스는 간을(간의 글루코키네이스의 Km = 10 mM) 통과하는 경향이 있고, 신체 내 어디에서든지 대사될 수 있다. 간에서 프럭토스의 흡수는 인슐린에 의해 조절되지 않는다. 인슐린은 골격근에서 GLUT5 운반체 수와 기능적 활성을 증가시킬 수 있다.

### 과당분해
프럭토스(과당)의 초기 분해과정은 글루코스(포도당)의 분해과정인 해당과정(glycolysis)와 유사하게 과당분해(fructolysis)라고 한다. 과당분해에서 프럭토스는 프럭토키네이스에 의해 프럭토스 1-인산으로 전환되고, 프럭토스 1-인산은 알돌레이스 B에 의해 분해되어 다이하이드록시아세톤 인산과 글리세르알데하이드로 전환된다. . 해당과정과는 달리, 과당분해에서는 삼탄당인 글리세르알데하이드가 인산기를 갖지 않는다. 트리오키네이스는 글리세르알데하이드를 인산화시켜 글리세르알데하이드 3-인산을 생성한다. 이렇게 생성된 삼탄당은 해당과정을 통해 얻은 것과 동일하며, 삼탄당은 글루코스 또는 글리코젠 합성을 위한 포도당신생합성에 이용되거나 해당과정을 계속 진행하여 피루브산을 생성하는 경로에 이용될 수 있다.

### 프럭토스에서 다이하이드록시아세톤 인산과 글리세르알데하이드로의 전환
프럭토스 대사의 첫 단계는 프럭토키네이스에 의해 프럭토스를 프럭토스 1-인산으로 인산화하는 것으로 간에서 대사를 위해 프럭토스를 붙잡아두는 것이다. 그런 다음 프럭토스 1-인산은 알돌레이스 B에 의해 가수분해되어 다이하이드록시아세톤 인산과 글리세르알데하이드를 형성한다. 다이하이드록시아세톤 인산은 삼탄당 인산 이성질화효소에 의해 글리세르알데하이드 3-인산으로 이성질화되거나, 글리세롤 3-인산 탈수소효소에 의해 글리세롤 3-인산으로 환원될 수 있다. 생성된 글리세르알데하이드는 글리세르알데하이드 키네이스에 의해 글리세르알데하이드 3-인산으로 전환되거나 글리세롤 3-인산 탈수소효소에 의해 글리세롤 3-인산으로 전환될 수 있다. 이 지점에서 프럭토스의 대사는 지방산 및 트라이글리세라이드 합성 뿐만 아니라 글리코젠 합성을 유도하는 포도당신생합성의 중간생성물을 만든다.

### 다이하이드록시아세톤 인산과 글리세르알데하이드 3-인산으로부터 글리코젠의 합성
알돌레이스 B에 의해 생성된 글리세르알데하이드는 글리세르알데하이드 키네이스에 의해 글리세르알데하이드 3-인산으로 인산화된다. 간에서 다이하이드록시아세톤 인산과 글리세르알데하이드 3-인산의 농도가 증가하면 포도당신생합성을 통해 포도당이 합성되고, 이어서 글리코젠 합성이 유도된다. 프럭토스는 글루코스보다 글리코젠 합성에 더 좋은 기질이고, 글리코젠을 보충하는 것은 트라이글리세라이드를 형성하는 것보다 우선하는 것으로 보인다. 일단 간에서 글리코젠이 보충되면, 과당 대사의 중간생성물들은 주로 트라이글리세라이드 합성에 사용된다.
|  |

### 다이하이드록시아세톤 인산과 글리세르알데하이드 3-인산으로부터 트라이글리세라이드의 합성
프럭토스의 탄소는 혈장 트라이글리세라이드의 지방산 및 글리세롤에서 발견된다. 프럭토스를 많이 섭취하면 과량의 피루브산이 생성되어 시트르산 회로의 중간생성물의 형성을 유발한다. 축적된 시트르산은 간세포의 미토콘드리아로부터 세포질로 운반될 수 있고, 시트르산 분해효소에 의해 아세틸-CoA로 전환되어 지방산 합성에 사용될 수 있다. 또한 다이하이드록시아세톤 인산은 글리세롤 3-인산으로 전환되어 트라이글리세라이드 분자에 글리세롤 골격을 제공할 수 있다. 트라이글리세라이드는 초저밀도 지질단백질(VLDL)에 포함되어 지방세포와 근육세포에 저장되기 위해 간에서 방출되어 말초 조직으로 운반된다.
|  |

## 건강에 대한 잠재적인 영향

### 체중 증가
피험자가 먹는 음식의 양을 선택하는 것보다 고정된 음식양을 먹는 임상시험의 메타분석에서 프럭토스는 체중 증가에 대한 독립 변인이 아니었다. 그러나 프럭토스가 과량의 칼로리를 제공할 때, 프럭토스의 섭취는 체중의 증가와 관련이 있었다.

### 심혈관계 질환
유럽 식품안전청(European Food Safety Authority)의 전문가 패널은 식사 후 프럭토스가 혈당량에 미치는 효과가 낮기 때문에 식품 및 음료의 제조에서 프럭토스(과당)가 수크로스(설탕)와 글루코스(포도당)의 대체제로 선호된다고 결론지었다. 그러나 식품 및 음료에 대한 일반적인 감미료로서 프럭토스는 대사증후군의 일부인 비만, 당뇨병, 심혈관계 질환의 위험 증가와 관련되어 있다. 임상연구는 프럭토스 자체가 대사증후군을 유발하는 저밀도 지질단백질과 트라이글리세라이드의 증가와 관련이 있다는 직접적인 증거가 없거나 부족하다고 보고되었다. 오히려 설탕이 첨가된 식품 및 음료의 과도한 섭취와 섭취한 음식의 칼로리 증가가 대사증후군의 근원이라는 것을 나타낸다. 마찬가지로 단음식 및 음료의 소비 증가는 고혈압을 비롯한 심혈관계 질환의 위험을 증가시킨다. 그러나 프럭토스가 원인이라는 것을 보여주는 직접적인 관련 증거는 없다.

### 수크로스와 비교
프럭토스는 종종 이자의 β 세포에 의한 인슐린의 생산을 유발하지 않기 때문에 당뇨병 환자들에게 권장된다. 이는 아마도 β 세포가 GLUT5를 적게 가지기 때문일 수도 있다. 50 g의 기준량의 경우, 글루코스의 혈당지수가 100, 수크로스(설탕)의 혈당지수가 60인데 반해 프럭토스의 혈당지수는 23이다. 또한 프럭토스는 상온에서 수크로스보다 73% 더 달기 때문에 당뇨병 환자에 대한 1회 제공량이 더 적다. 식사 전에 섭취한 프럭토스는 식사의 혈당 반응을 감소시킬 수 있다. 프럭토스가 첨가된 식품 및 음료는 수크로스 또는 글루코스로 제조한 것보다 섭취시 혈당량의 상승폭이 더 작다.

## 같이 보기
- 고과당 옥수수 시럽(HFCS) : 액상과당으로 잘 알려져 있음
- 유전성 과당불내증
- 전화당
- 과당 1-인산
- 과당 6-인산
- 과당 1,6-이중인산
- 과당 2,6-이중인산